# Forn de calç del Canadell
El forn de calç del Canadell és una obra de Roses (Alt Empordà) inclosa a l'Inventari del Patrimoni Arquitectònic de Catalunya.

## Descripció
Situat a l'est del nucli urbà de la població, al vessant nord de la platja o cala del Canadell i del Cap de Norfeu. S'hi accedeix a peu per un corriol que surt de la carretera de Montjoi a Cadaqués i baixa cap a la cala.
Es tracta d'un forn de planta circular que mesura aproximadament entre tres i cinc metres de diàmetre, per uns cinc de fondària. El forn presenta la base excavada a la roca, amb el parament bastit amb pedra lleugerament escairada, per la cara interior, i disposada formant filades irregulars. La boca es troba orientada al sud i conserva parts dels dos brancals de l'accés. Interiorment, tot el parament de pedra presenta un color vermellós, fruit del procés de combustió.

## Història
Segons el Pla especial del catàleg de patrimoni, Edificis i béns d'interès de Roses (2007), pot ser que el forn fos bastit per proporcionar el material necessari per a la construcció de la Torre de Norfeu, datant el seu origen vers el final del segle xvi. A més a més, és probable que la pedrera d'on s'extreia el material per a fabricar la calç se situés a l'extrem oposat de la cala, en un punt on el perfil natural de la costa sembla retallat de manera artificial. Tot i així, la manca d'estudis arqueològics obliga a plantejar solament hipòtesis.